# 1958
1958 (MCMLVIII) a fost un an obișnuit al calendarului gregorian, care a început într-o zi de miercuri.

## Evenimente

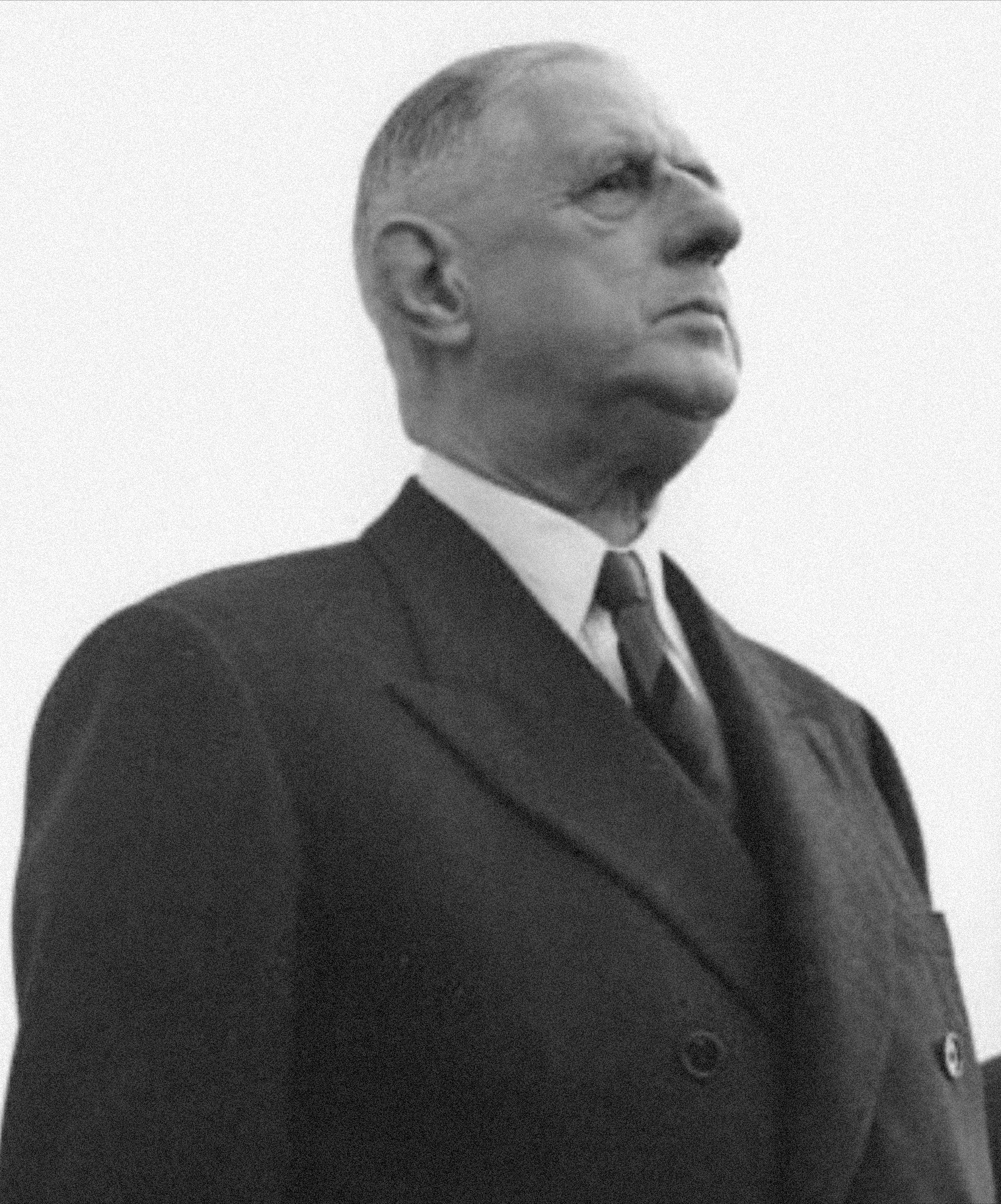
21 decembrie: Charles de Gaulle devine primul președinte al celei de-a Cincea Republicii Franceze.

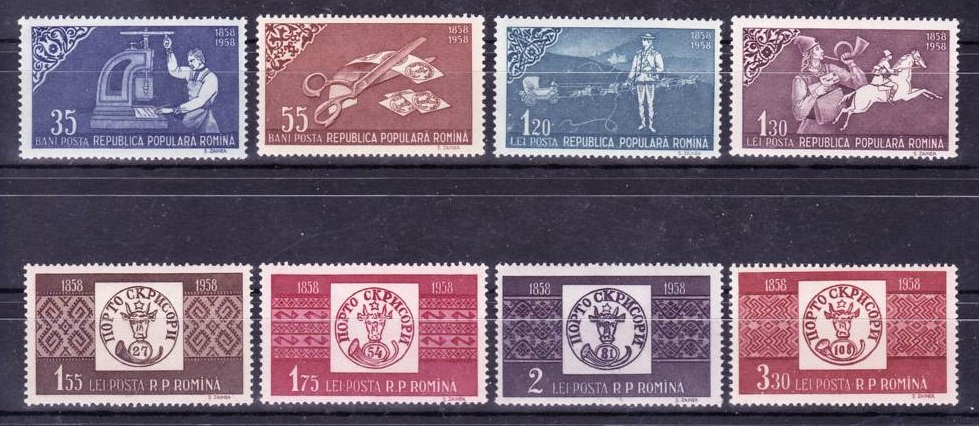
Serie de timbre Cap de bour marcând centenarul primului timbru

### Ianuarie
- 8 ianuarie: Viitorul campion mondial la șah, americanul Bobby Fischer, a câștigat primul lui campionat național de șah, la vârsta de doar 14 ani.
- 13 ianuarie: 9.235 de oameni de știință au semnat o solicitare pentru stoparea testelor bombelor nucleare.
- 31 ianuarie: Prima lansare, reușită, în spațiu a unui satelit construit de SUA – Explorer I.

### Februarie
- 6 februarie: Opt fotbaliști ai clubului Manchester United sunt victime ale accidentului aviatic de la München (Geoff Bent, Roger Byrne, Eddie Colman, Mark Jones, David Pegg, Tommy Taylor, Liam Whelan. Duncan Edwards a supraviețuit prăbușirii, însă a decedat 15 zile mai târziu în spital).
- 25 februarie: Bertrand Russell lansează "Campania pentru Dezarmarea Nucleară".

### Martie
- 27 martie: Nikita Hrușciov a devenit premier al Uniunii Sovietice.

### Aprilie
- 3 aprilie: Gheorghe Gheorghiu-Dej nemulțumit de ritmul colectivizării, a ordonat ascuțirea luptei contra țărănimii.

### Mai
- 15 mai: Uniunea Sovietică lansează Sputnik 3.

### Iunie
- 7 iunie: La București are loc un Concurs atletic la care Iolanda Balaș a stabilit recordul mondial, la săritura în înălțime 1,78 metri.
- 16 iunie: Au fost condamnați la moarte și executați organizatorii revoluției anticomuniste, din 1956, din Ungaria: Imre Nagy, Pal Maleter și Miclos Gimes.
- 29 iunie: Brazilia învinge Suedia cu 5-2 în finala Campionatului Mondial de Fotbal. La acest campionat s-a remarcat fotbalistul brazilian, Pelé, la numai 17 ani.

### Iulie
- 5 iulie: Prima ascensiune a vârfului Gasherbrum I (8.068 m) - al 11-lea vârf ca înălțime din lume.
- 9 iulie: Un cutremur de 7,5 grade pe scara Richter a avut loc în golful Lituya, Alaska, provocând un megatsunami cu înălțimea valului de apă de 520 metri. (Este cel mai mare tsunami cunoscut din istorie).
- 26 iulie: NASA lansează satelitul Explorer IV cu ajutorul navei spațiale Pioneer 1.
- 26 iulie: Regina Elisabeta a II-a acordă fiului și moștenitorului ei, Prințul Charles, titlul de Prinț de Wales.
- 29 iulie: Președintele american, Dwight Eisenhower, a semnat actul care a dus la crearea NASA (National Aeronautics and Space Administration).

### Septembrie
- 2 septembrie: A fost inaugurat, la București, Muzeul "George Enescu".
- 4 septembrie: S-a desfășurat, la București, prima ediție a Festivalului internațional George Enescu.
- 14 septembrie: Președintele francez Charles de Gaulle și cancelarul federal Konrad Adenauer hotărăsc, la sfârșitul primei lor întrevederi, să pună capăt disputei istorice între Franța și Germania.
- 28 septembrie: În Franța, o majoritate de 79% spune "da" pentru constiturea celei de-a V Republici Franceze.

### Octombrie
- 23 octombrie: Decernarea Premiului Nobel pentru literatură scriitorului rus Boris Leonidovici Pasternak pentru romanul Doctor Jivago, devenit best-seller în Europa Occidentală, dar nepublicat în țara de origine.

### Decembrie
- 11 decembrie: Constantin Noica este arestat și anchetat la sediul Securității din Pitești, condamnat în cele din urmă la 25 ani de închisoare sub acuzația de "uneltire contra orânduirii sociale"; a fost eliberat în august 1964.
- 21 decembrie: Generalul Charles de Gaulle este ales președinte al Franței cu 78,5% din voturi.

### Nedatate
- februarie: În România comunistă se fac arestări în baza Decretului nr. 89 care prevedea că "Persoanele care prin faptele lor sau manifestări primejduiesc sau încearcă să primejduiască ordinea în stat vor fi internate în locuri de muncă".
- iunie-iulie: Are loc retragerea trupelor sovietice din România. Se pare că în acea perioadă, în România, se aflau 25.149 militari ruși.[1]
- Curtea Europeană de Justiție. Ramură judiciară a Uniunii Europene, înființată pentru a asigura respectarea acordurilor internaționale negociate de organizațiile predecesoare UE.
- În România comunistă în ciuda colectivizării, Gospodăriile Agricole Colective (GAC) nu cultivau decât 17,5% din pământul arabil al țării.
- Nils Bohlin, un inginer de la Volvo a inventat centura de siguranță auto în trei puncte.
- Scriitorul Vasile Voiculescu este arestat și condamnat la temniță grea. Este eliberat la 2 mai 1962.

## Arte, științe, literatură și filozofie
- 15 iulie: A apărut, la București, sub conducerea lui Mihai Beniuc, revista Luceafărul, organ de presă al Uniunii Scriitorilor din România.
- 22 septembrie: A avut loc premiera operei Oedip de George Enescu (conducerea muzicală – Constantin Silvestri, regia Jean Rînzescu, în rolul principal - David Ohanesian); premiera mondială a operei avusese loc la Paris, în anul 1936.
- România este prima țară din lume care organizează Olimpiadele Internaționale ale Elevilor. România a avut această inițiativă și a făcut demersuri în acest sens organizând prima olimpiadă internațională de matematică în anul 1958. Ulterior, au avut loc și olimpiade internaționale de fizică ale elevilor.
- Scriitorul rus Aleksandr Soljenițîn începe să scrie Arhipelagul Gulag, care va fi publicat în 1973.

## Nașteri

### Ianuarie
- 1 ianuarie: Laima Liucija Andrikienė, politiciană lituaniană
- 1 ianuarie: Ion Mocioalcă, politician român
- 1 ianuarie: Ioan Aurel Rus, politician român
- 5 ianuarie: Ion Draica, sportiv român (greco-romane)
- 6 ianuarie: Cássia Kis, actriță braziliană
- 8 ianuarie: Rey Misterio Sr., wrestler mexican (d.2024)
- 10 ianuarie: Ana Iliuță, canotoare română
- 12 ianuarie: Mark Allen, triatlonist american
- 12 ianuarie: Marian Sârbu, politician român
- 16 ianuarie: Lena Ek, politiciană suedeză
- 20 ianuarie: Hiroaki Zakoji, pianist japonez (d. 1987)
- 22 ianuarie: Bogdan Stanoevici, actor român (d. 2021)
- 23 ianuarie: Serghei Litvinov, atlet sovietic (d. 2018)
- 25 ianuarie: Alessandro Baricco, scriitor italian
- 26 ianuarie: Ellen DeGeneres, moderatoare TV și actriță americană de film
- 26 ianuarie: Edgardo Bauza, fotbalist și antrenor argentinian
- 27 ianuarie: Norica Nicolai, politiciană română
- 28 ianuarie: Natalia Guberna, solistă română de muzică ușoară
- 31 ianuarie: Dave Finlay, wrestler britanic

### Februarie
- 1 februarie: Ion Berdilă, sportiv român (hochei pe gheață)
- 2 februarie: George Grigore, orientalist, scriitor și profesor român
- 3 februarie: Philippe Vigier, politician francez
- 4 februarie: Kazuaki Nagasawa, fotbalist japonez
- 7 februarie: Giuseppe Baresi, fotbalist italian
- 11 februarie: Hiroshi Yoshida, fotbalist japonez (atacant)
- 14 februarie: Vasile Spiridon, critic literar român
- 16 februarie: Nobutoshi Kaneda, fotbalist japonez (atacant)
- 18 februarie: Kim Hyun-sik, muzician coreean (d.1990)
- 18 februarie: Giovanni Lavaggi, pilot italian de Formula 1
- 25 februarie: Olivier Dupuis, politician belgian
- 26 februarie: Michel Houellebecq, scriitor francez
- 26 februarie: Madeleine Tabar, actriță libaneză

### Martie

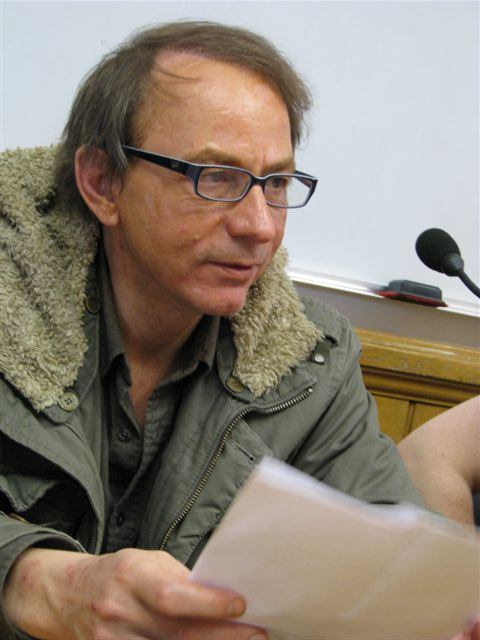
Michel Houellebecq, scriitor francez
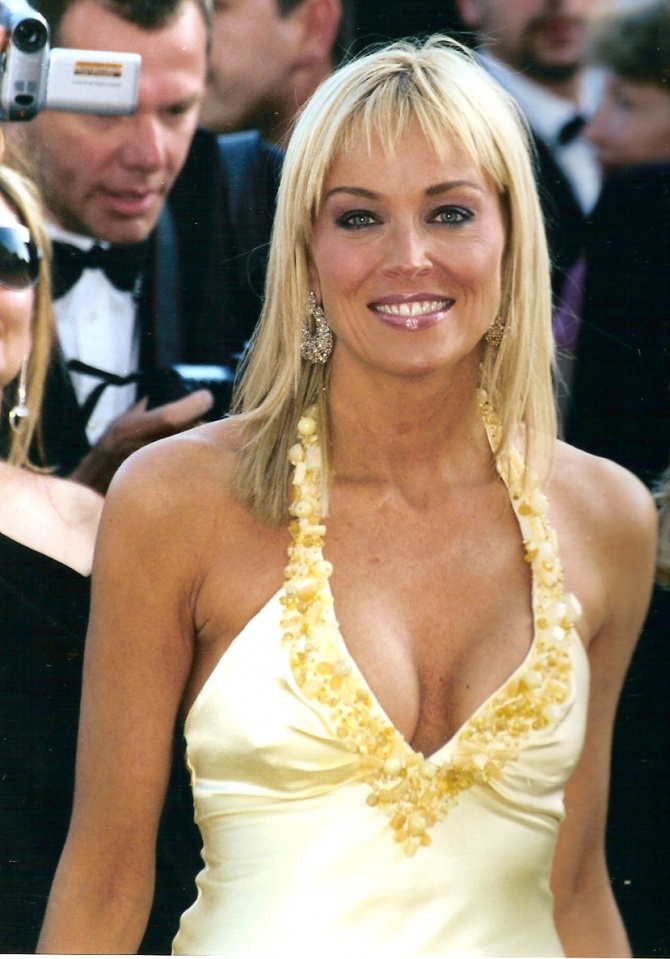
Sharon Stone, actriță americană
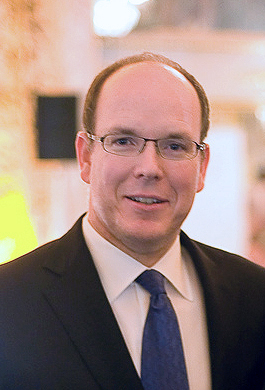
Albert al II-lea de Monaco
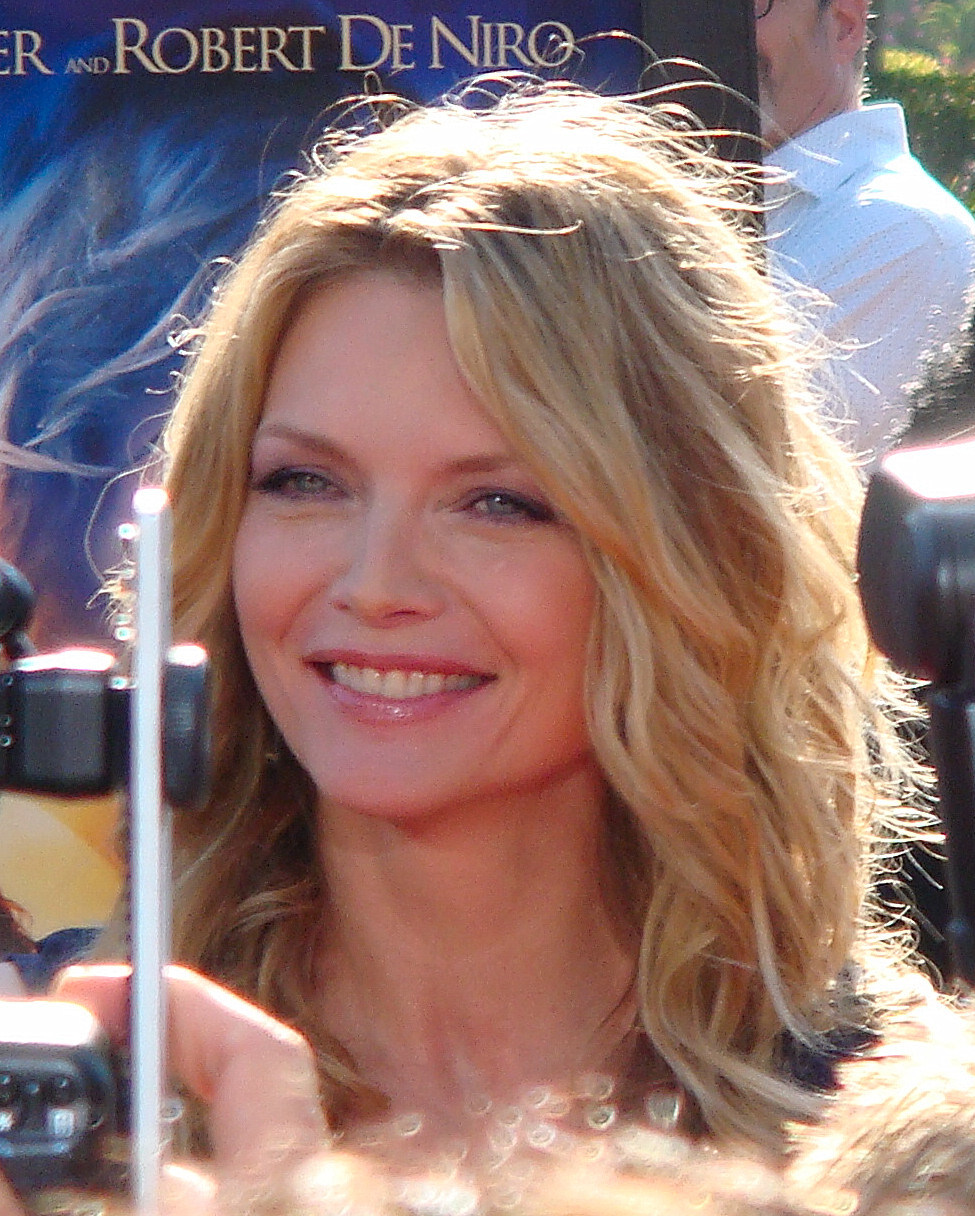
Michelle Pfeiffer, actriță americană

- 1 martie: Traian Ungureanu, politician român
- 2 martie: Dumitru Bolborea, fotbalist român
- 4 martie: Patricia Heaton, actriță americană de film
- 5 martie: Veronica Abramciuc, politiciană din R. Moldova
- 5 martie: Arnaud Courlet de Vregille, pictor francez
- 8 martie: Mircea Nedelcu, politician român
- 8 martie: Dorin Păran, politician român
- 9 martie: Cornelia Catangă, interpretă română de muzică lăutărească (d. 2021)
- 10 martie: Sharon Stone, actriță americană de film
- 11 martie: Abdoulaye Idrissa Maïga, politician malian
- 12 martie: Ion Negrei, istoric din R. Moldova
- 14 martie: Albert al II-lea (n. Albert Alexandre Louis Pierre Grimaldi), prinț de Monaco
- 15 martie: Sam Matekane, om de afaceri și politician din Lesotho, prim-ministru
- 15 martie: Ralf Walter, politician german
- 21 martie: Lynn Mabry, muziciană americană
- 27 martie: Ioan Es. Pop, jurnalist român (d.2024)
- 28 martie: Riina Jesmin, traducătoare estoniană
- 29 martie: Nouriel Roubini, economist american
- 29 martie: Victor Salva, regizor american de film
- 29 martie: Tsutomu Sonobe, fotbalist japonez

### Aprilie
- 1 aprilie: Cătălin Harnagea, inginer și jurnalist român, director al SIE (1997–2001)
- 1 aprilie: Hiromi Kawakami, scriitoare japoneză
- 2 aprilie: Roland Gewalt, politician german
- 3 aprilie: Alec Baldwin (n. Alexander Rae Baldwin III), actor american de film
- 4 aprilie: Masakuni Yamamoto, fotbalist japonez
- 5 aprilie: Carlos Ripoll y Martínez de Bedoya, politician spaniol
- 5 aprilie: Ryoichi Kawakatsu, fotbalist japonez
- 5 aprilie: Iurie Reniță, diplomat din R. Moldova
- 5 aprilie: Daniel Schneidermann, jurnalist francez
- 8 aprilie: Frederick Rousseau, compozitor francez
- 10 aprilie: Bob Bell (Robert Charles Bell), inginer britanic
- 11 aprilie: Georgi Slavkov, fotbalist bulgar (atacant), (d. 2014)
- 13 aprilie: Joseba Sarrionandia, scriitor spaniol
- 15 aprilie: Abu Hamza al-Masri, șeic egiptean
- 15 aprilie: Perseo Miranda, muzician italian
- 19 aprilie: Jean-Louis Calderon, jurnalist francez (d. 1989)
- 20 aprilie: Dragan Đokanović, politician sârb bosniac
- 23 aprilie: Radu Mihăileanu, regizor francez de origine română
- 24 aprilie: Achim Irimescu, inginer și funcționar public român
- 29 aprilie: Michelle Pfeiffer, actriță americană de film
- 30 aprilie: Adrian Oțoiu, scriitor român

### Mai
- 1 mai: Olga Homeghi, canotoare română
- 1 mai: Miguel Portas, politician portughez (d. 2012)
- 3 mai: Constantin Selagea, politician român
- 4 mai: Zorka Părvanova, istoric bulgar
- 5 mai: Ron Arad, aviator israelian (d.1988)
- 5 mai: Florin-Constantin Baranovschi, politician român
- 6 mai: Rodica Zafiu, filologă română
- 7 mai: Auguste Baillayre, pictor francez (d. 2009)
- 7 mai: Mihail Marian (Mihail Marian Cucchiaroni), fotbalist român
- 7 mai: Dirk Schuebel, diplomat german
- 9 mai: Chuck Russell, regizor american de film
- 9 mai: Cristian Șofron, actor român
- 10 mai: Rick Santorum, politician american
- 11 mai: Brice Hortefeux, politician francez
- 12 mai: Viorel Arcaș, politician român
- 12 mai: Valeriu Mladin, pictor român
- 16 mai: Corneliu M. Popescu, scriitor român (d. 1977)
- 20 mai: Constantin Dumitrescu, politician român
- 25 mai: Aikaterini Batzeli, politiciană greacă
- 29 mai: Annette Bening, actriță americană
- 30 mai: Marie Fredriksson (n. Gun-Marie Fredriksson), cantautoare și pianistă suedeză (Roxette), (d. 2019)

### Iunie
- 7 iunie: Prince (n. Prince Rogers Nelson), cântăreț, textier, compozitor, producător de muzică și multi-instrumentist american (d. 2016)
- 11 iunie: Feodosia Furculiță, economistă din R. Moldova
- 12 iunie: Olivier Weber, scriitor francez
- 14 iunie: Olaf Scholz, politician german
- 20 iunie: Droupadi Murmu, politiciană indiană, președinte al Indiei
- 22 iunie: Dănuț Bica, politician român
- 22 iunie: Bruce Campbell, actor american
- 22 iunie: Rodion Cămătaru (Rodion Gorun Cămătaru), fotbalist român (atacant)
- 23 iunie: Simion Zamșa, pictor român
- 24 iunie: Tom Lister (Thomas Duane Lister, Jr.), actor american (d.2020)
- 24 iunie: Mircea Roman, sculptor român
- 25 iunie: George Becali (aka Gigi Becali), om de afaceri și politician român
- 29 iunie: Oana Lungescu, purtător de cuvânt al NATO, română

### Iulie

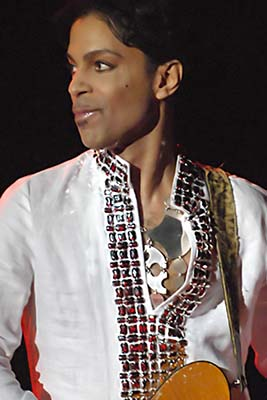
Prince, cântăreț, textier, compozitor, producător de muzică și multi-instrumentist american
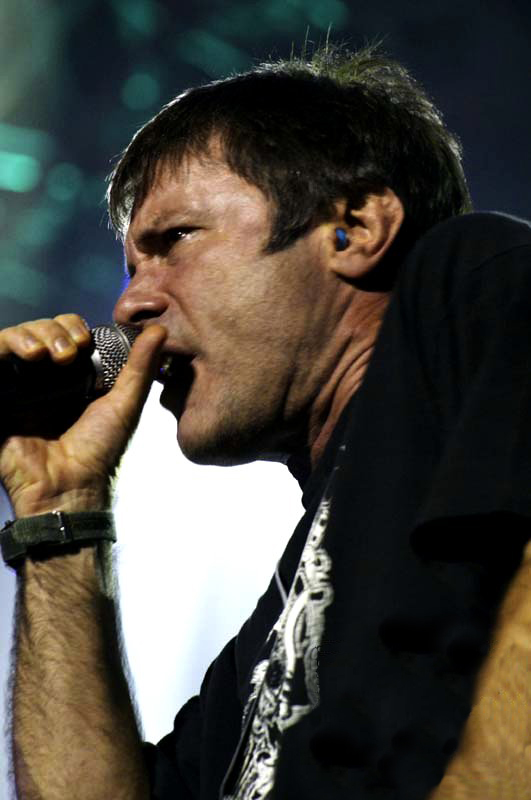
Bruce Dickinson, cântăreț, muzician, compozitor, pilot de avion, prezentator de radio/TV și antreprenor american, liderul trupei Iron Maiden
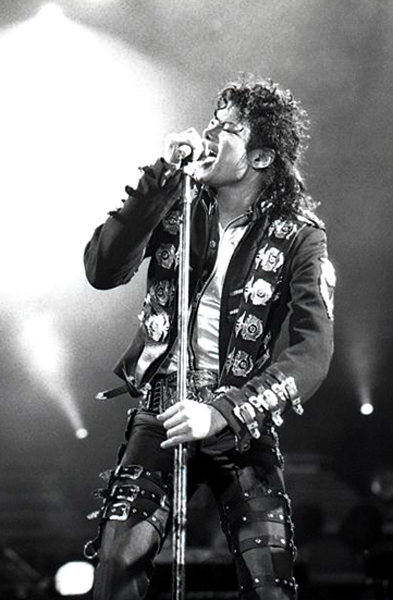
Michael Jackson, cântăreț american de muzică pop
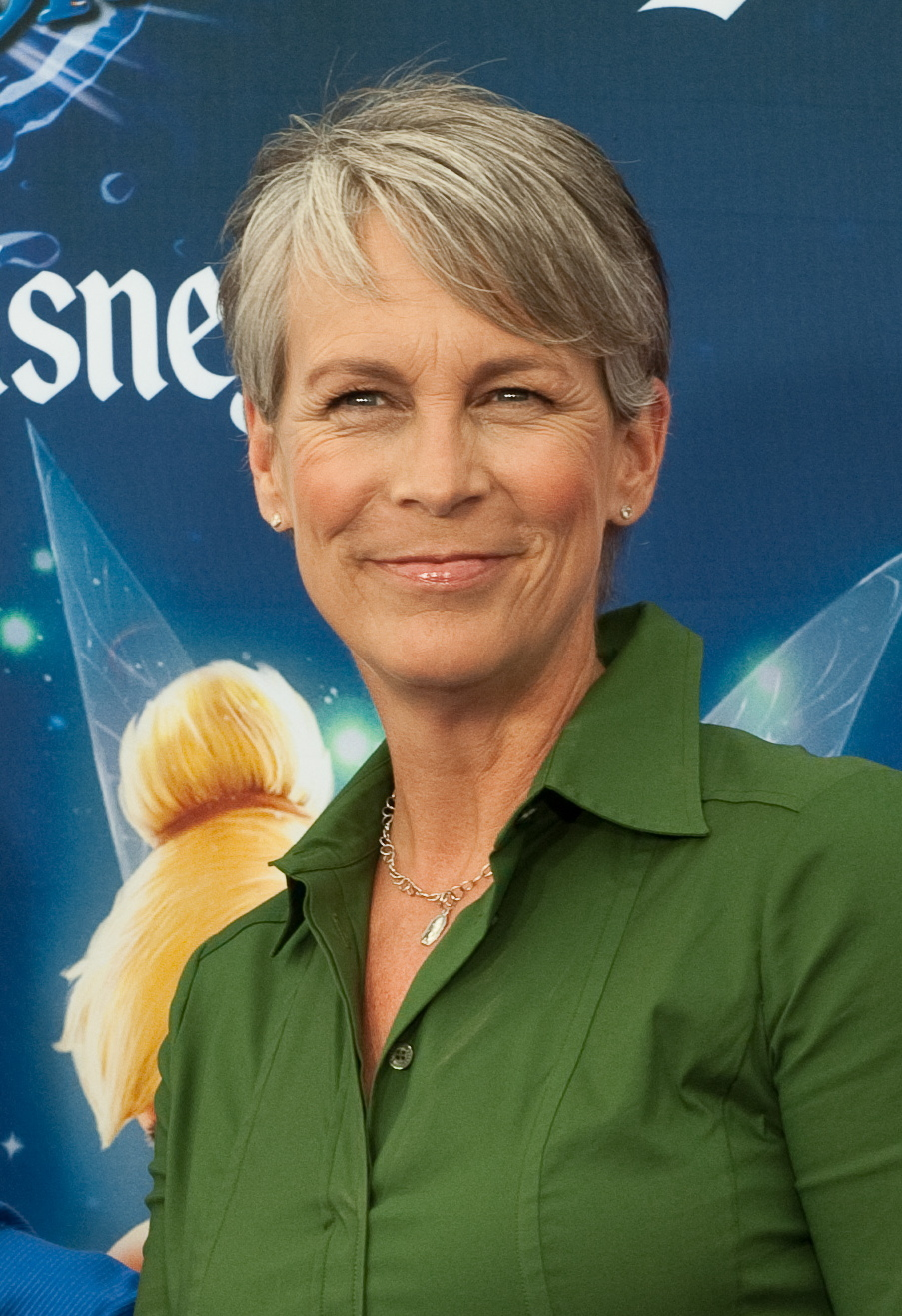
Jamie Lee Curtis, actriță americană

- 14 iulie: Mircea Geoană, politician român, președinte al PSD (2005-2010)
- 14 iulie: Jujie Luan, scrimeră canadiană de origine chineză
- 15 iulie: Ioan Mang, politician român
- 17 iulie: Daniele Archibugi, economist italian
- 17 iulie: Colette Baron-Reid, cântăreață canadiană
- 19 iulie: Kazushi Kimura, fotbalist japonez
- 19 iulie: Erlend Krauser, chitarist german născut în România
- 21 iulie: Helga Trüpel, politiciană germană
- 4 iulie: Elena Horvat, canotoare română
- 5 iulie: Avigdor Lieberman, om politic israelian
- 7 iulie: Ivan Ciontoloi, politician din R. Moldova
- 8 iulie: Kevin Bacon, actor american
- 8 iulie: Tzipi Livni, politiciană israeliană
- 10 iulie: Fiona Shaw, regizoare irlandeză de operă și teatru și actriță de teatru
- 11 iulie: Hugo Sánchez (Hugo Sánchez Márquez), fotbalist mexican (atacant)
- 13 iulie: Valeriu Pasat, politician din R. Moldova
- 13 iulie: Victor Stepaniuc, politician din R. Moldova
- 25 iulie: Varujan Vosganian, politician român
- 26 iulie: Arūnas Degutis, politician lituanian
- 27 iulie: Barbara Rudnik, actriță germană (d. 2009)
- 30 iulie: Kate Bush, cântăreață, textieră, muziciană și producătoare britanică
- 30 iulie: Dan Pavel, scriitor român
- 31 iulie: Bill Berry (William Thomas Berry), muzician american, toboșarul formației americane de rock alternativ R.E.M.

### August
- 1 august: Ion Bîrlădeanu, canoist român
- 3 august: Lambert Wilson, actor francez
- 5 august: Yuli-Yoel Edelstein, politician israelian
- 5 august: Fedbi Osman, politician român
- 5 august: Silviu Predoiu, general român în cadrul SIE
- 7 august: Bruce Dickinson, cântăreț, muzician, compozitor, pilot de avion, prezentator de radio/TV și antreprenor american, liderul trupei Iron Maiden
- 7 august: Bart Staes, politician belgian
- 8 august: Akihiro Nishimura, fotbalist japonez
- 10 august: Adrian Anghel, politician român
- 11 august: Pascale Trinquet, scrimeră franceză
- 16 august: Madonna (n. Madonna Louise Ciccone), cântăreață și actriță americană de film
- 18 august: Miroslav Ouzký, politician ceh
- 18 august: Bernard Piotr Wojciechowski, politician polonez
- 22 august: Colm Feore, actor canadian de origine americană
- 22 august: Lane Huffman, wrestler american
- 23 august: Iosif Matula, politician român
- 23 august: Wang Shuo, scriitor chinez
- 27 august: Eugenijus Maldeikis, politician lituanian
- 27 august: Lucreția Roșca, politician român
- 29 august: Michael Jackson (MIchael Joseph Jackson), cântăreț american de muzică pop (d. 2009)
- 30 august: Anna Politkovskaia, jurnalistă rusă (d. 2006)
- 31 august: István-János Antal, politician român

### Septembrie
- 2 septembrie: Olivier Grouillard, pilot francez de Formula 1
- 4 septembrie: Satoshi Tezuka, fotbalist japonez (atacant)
- 6 septembrie: Emanoil Savin, politician român (d.2024)
- 10 septembrie: Renate Sommer, politiciană germană
- 11 septembrie: Šarūnas Sauka, artist lituanian
- 12 septembrie: Constantin Ionescu, șahist român (d.2024)
- 17 septembrie: Janez Janša, politician sloven
- 19 septembrie: Korado Korlević, astronom croat
- 19 septembrie: Gelu Popescu, fotbalist român
- 20 septembrie: Ghassan Massoud, actor sirian
- 21 septembrie: Corvin-Laurențiu Bangu, politician român
- 22 septembrie: Andrea Bocelli, tenor italian
- 24 septembrie: Kevin Sorbo, actor american
- 27 septembrie: Marin Barbu, fotbalist și antrenor român
- 27 septembrie: Carmen Cerdeira Morterero, politiciană spaniolă (d. 2007)
- 27 septembrie: Quique Setién (Enrique Setién Solar), fotbalist și antrenor spaniol

### Octombrie
- 5 octombrie: Viorel Grigoraș, politician român
- 7 octombrie: Bernardo Arévalo, diplomat, sociolog, scriitor și politician, președinte al Guatemalei
- 8 octombrie: Ursula von der Leyen, politiciană germană
- 9 octombrie: Ion Stăvilă, diplomat din R. Moldova
- 11 octombrie: Mircea David, politician român
- 13 octombrie: Jamal Khashoggi, jurnalist saudit (d. 2018)
- 15 octombrie: Costică Canacheu, politician român
- 17 octombrie: Zsolt Láng, scriitor român
- 19 octombrie: Hiromi Hara, fotbalist japonez (atacant)
- 20 octombrie: Scott Hall, wrestler american (d. 2022)
- 20 octombrie: Viggo Mortensen, actor american
- 20 octombrie: Ala Popescu, juristă din R. Moldova
- 23 octombrie: Abdel Rahman el Bacha, pianist francez de origine libaneză
- 23 octombrie: Lucian Vasilescu, poet român
- 23 octombrie: Fiodor Gagauz, politician din R. Moldova
- 24 octombrie: Magda Catone, actriță română
- 24 octombrie: Aleksandr Korolev, politician polonez
- 26 octombrie: Nicolae-Ciprian Nica, politician român
- 28 octombrie: Ion Radu Zilișteanu, om de afaceri român
- 30 octombrie: Julia Zenko, cântăreață argentiniană
- 30 octombrie: Doina Silistru, politiciană română
- 31 octombrie: Jeannie Longo-Ciprelli, ciclistă franceză

### Noiembrie
- 2 noiembrie: Mark Hendrick, politician britanic
- 5 noiembrie: Anatolie Gorodenco, politician din R. Moldova
- 5 noiembrie: Robert Patrick, actor american
- 6 noiembrie: Elena Bondar, canotoare română
- 6 noiembrie: Rodica Bretin, istoric român
- 10 noiembrie: Massimo Morsello, muzician italian (d. 2001)
- 12 noiembrie: Sabin-Adrian Drăgan, politician român
- 12 noiembrie: István Szent-Iványi, politician maghiar
- 13 noiembrie: Marie-Rose Compaoré, politiciană burkineză (d. 2020)
- 14 noiembrie: Viorel Sălan, politician român
- 15 noiembrie: Anamaria Beligan, scriitoare și cineastă română, fiica lui Radu Beligan
- 15 noiembrie: Doina Aldea Teodorovici, cântăreață română (d. 1992)
- 16 noiembrie: Roberto Guerrero, pilot columbian de Formula 1
- 19 noiembrie: Marius Nicoară, politician român
- 19 noiembrie: Giovanni Pittella, politician italian
- 20 noiembrie: Remus Opriș, politician român (d. 2019)
- 22 noiembrie: Ibrahim Iskandar, regele Malaysiei
- 22 noiembrie: Jamie Lee Curtis, actriță americană de film
- 23 noiembrie: Jan Vraciu, politician român (d.2020)
- 24 noiembrie: Alain Chabat, actor, regizor, scenarist, producător, umorist și prezentator de televiziune francez.
- 28 noiembrie: Haralambie Puiu Antohi, fotbalist român (atacant)
- 28 noiembrie: Gabriel Iordan-Dorobanțu, poet român
- 30 noiembrie: Gregory Widen, scenarist american

### Decembrie
- 1 decembrie: Javier Aguirre (Javier Aguirre Onaindía), fotbalist mexican
- 1 decembrie: Charlene Tilton, actriță americană (Dallas)
- 2 decembrie: George Saunders, scriitor american
- 2 decembrie: Klaus F. Schneider, editor și poet român de limba germană
- 7 decembrie: Marie Louise Coleiro Preca, politiciană malteză
- 8 decembrie: Ion Varta, politician din R. Moldova
- 8 decembrie: Radu Voinescu, critic literar român
- 11 decembrie: Tom Shadyac, regizor de film american
- 16 decembrie: Nicolae Olaru, politician din R. Moldova
- 17 decembrie: Mike Mills (Michael Edward Mills), muzician american, basistul formației americane de rock alternativ R.E.M.
- 22 decembrie: Masaaki Kato, fotbalist japonez
- 23 decembrie: Aron Ioan Popa, politician român
- 23 decembrie: Mihai Ulis Tânjală, politician român
- 28 decembrie: Gilles Leroy, scriitor francez

## Decese
- 6 ianuarie: Prințesa Joséphine Caroline a Belgiei (n. Joséphine Caroline Marie Albertine), 85 ani (n. 1872)
- 7 ianuarie: Petru Groza, 73 ani, avocat, politician român (n. 1884)
- 13 ianuarie: Dan Botta, 50 ani, poet, eseist și traducător român (n. 1907)
- 17 ianuarie: Radu Cernătescu, 63 ani, chimist român (n. 1894)
- 27 ianuarie: Prințul Oskar al Prusiei (n. Oskar Karl Gustav Adolf), 69 ani (n. 1888)

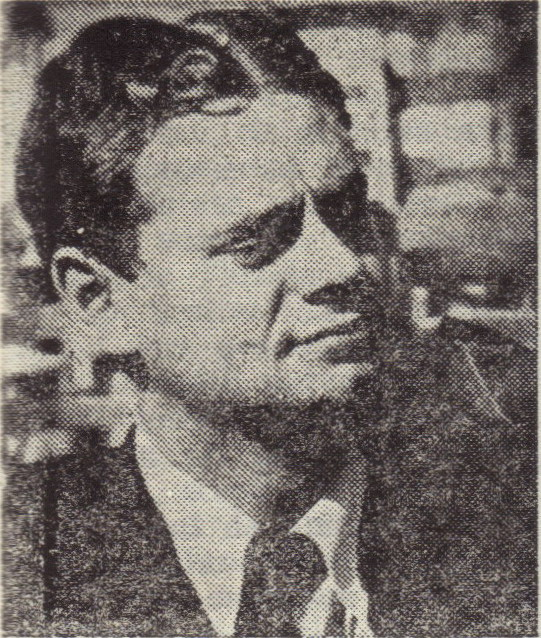
Dan Botta, poet, eseist și traducător român
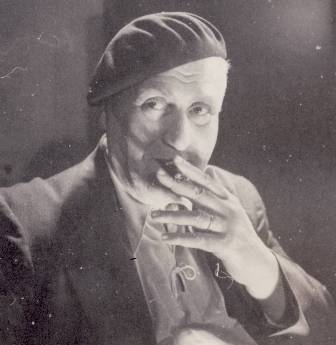
Iosif Iser, pictor român
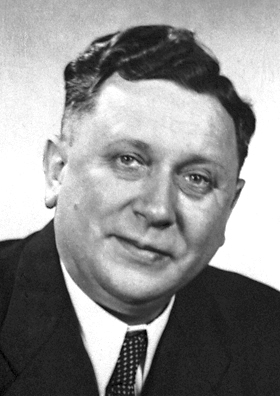
Kurt Alder, chimist german, laureat Nobel
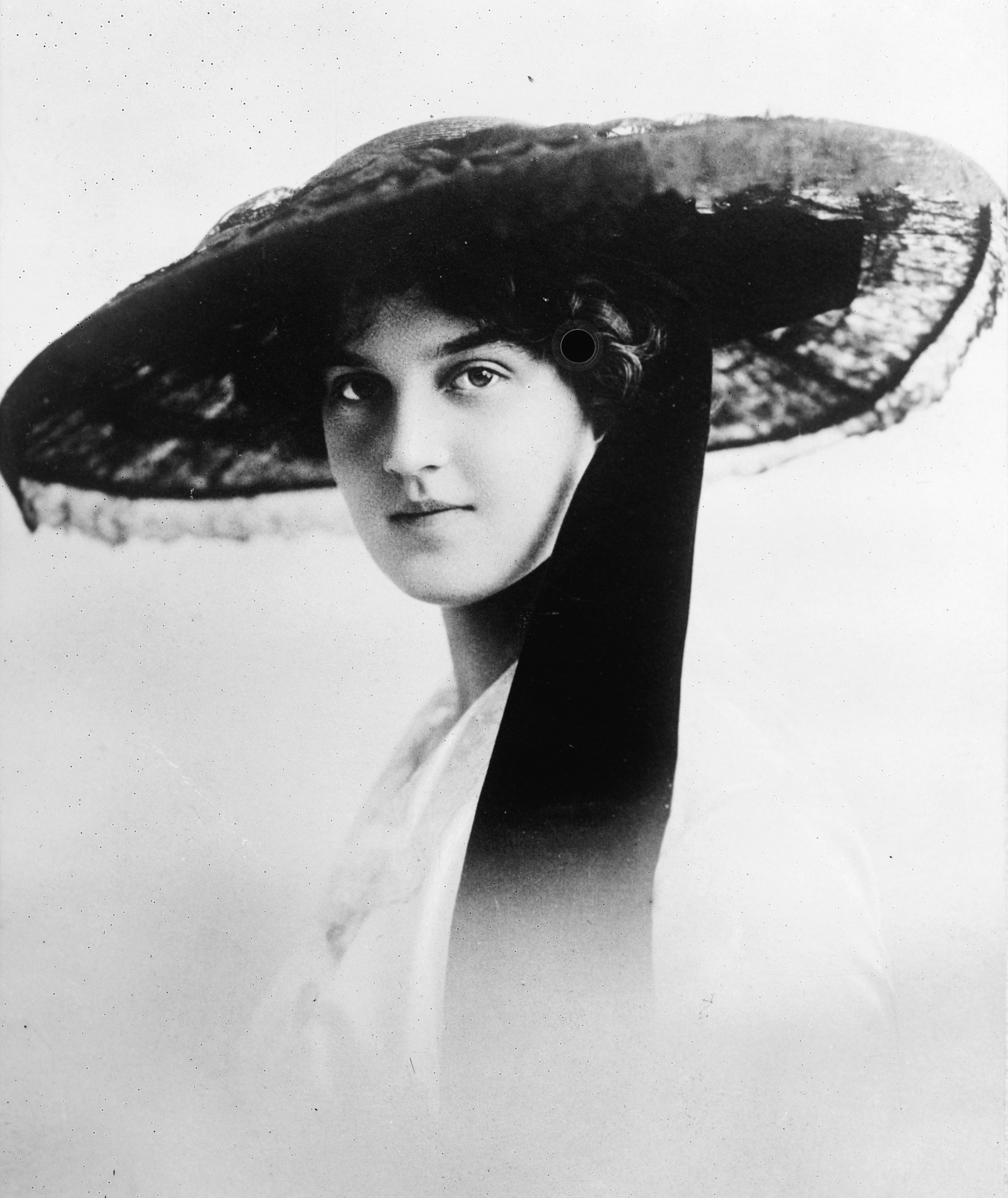
Marea Ducesă Maria Pavlovna a Rusiei

- 5 februarie: Lili Berky (n. Berky Amália Terézia Kornélia), 71 ani, actriță maghiară (n. 1886)
- 5 februarie: Oreste Puliti, 66 ani, campion olimpic italian la scrimă (floretă și sabie), (n. 1891)
- 6 februarie: Endre Antalffy, 81 ani, jurnalist român (n. 1877)
- 6 februarie: Geoff Bent, 25 ani, fotbalist englez (n. 1932)
- 6 februarie: Charles Langbridge Morgan, 64 ani, scriitor britanic (n. 1894)
- 17 februarie: Petr Bezruč (n. Vladimír Vašek), 90 ani, poet ceh (n. 1867)
- 21 februarie: Henryk Arctowski, 86 ani, explorator polonez (n. 1871)
- 21 februarie: Duncan Edwards, 21 ani, fotbalist englez (n. 1936)
- 24 februarie: Fernand Baldensperger, 87 ani, scriitor francez (n. 1871)
- 2 martie: Anton Lindner (Linder), 77 ani, politician austriac (n. 1880)
- 3 martie: Wilhelm Zaisser, 64 ani, politician german (n. 1893)
- 8 martie: Infanta Eulalia a Spaniei (n. Maria Eulalia Francisca de Asis Margarita Roberta Isabel Francisca de Paula Cristina Maria de la Piedad), 94 ani (n. 1864)
- 22 martie: Lidia Lipkovskaia (n. Lidia Marșner), 73 ani, cântăreață de operă din Basarabia (n. 1884)
- 23 martie: Leon Man, 75 ani, ultimul stareț greco-catolic al mănăstirii Nicula (n. 1883)
- 25 martie: Ștefan Bezdechi, 72 ani, filolog român (n. 1886)
- 25 martie: Constantin Ramadan, 62 ani, actor român (n. 1896)
- 26 martie: Florian Ștefănescu-Goangă, 76 ani, psiholog român (n. 1881)
- 5 aprilie: Prințul Ferdinand de Bavaria (n. Ferdinand Maria Ludwig Franz von Assisi Isabellus Adalbert Ildefons Martin Bonifaz Joseph Isidro), 73 ani (n. 1884)
- 5 aprilie: Isidora Sekulić, 81 ani, scriitoare sârbă (n. 1877)
- 16 aprilie: Rosalind Franklin, 37 ani, biofiziciană britanică (n. 1920)
- 18 aprilie: Prințesa Louise de Orléans, 76 ani (n. 1882)
- 25 aprilie: Iosif Iser (n. Iosif Isidor Rubinsohn), 76 ani, pictor român de etnie evreiască (n. 1881)
- 29 aprilie: Jeni Acterian (n. Eugenia Maria Acterian), 41 ani, regizoare română de etnie armeană (n. 1916)
- 12 mai: Irma Sèthe, violonistă belgiana (n. 1876)
- 13 mai: Thomas Dewar Weldon, 61 ani, filosof britanic (n. 1896)
- 19 mai: Ronald Colman (Ronald Charles Colman), 67 ani, actor britanic (n. 1891)
- 27 mai: Anton Davidoglu, 81 ani, matematician român (n. 1876)
- 29 mai: Juan Ramón Jiménez (n. Juan Ramón Jiménez Mantecón), 76 ani, scriitor spaniol, laureat al Premiului Nobel (n. 1881)
- 30 mai: Pat O'Connor, 29 ani, pilot american de Formula 1 (n. 1928)
- 9 iunie: Robert Donat (Friedrich Robert Donath), 53 ani, actor britanic (n. 1905)
- 16 iunie: Imre Nagy, 62 ani, politician maghiar (n. 1896)
- 17 iunie: Wells Wintemute Coates, 62 ani, arhitect canadian (n. 1895)
- 20 iunie: Kurt Alder, 55 ani, chimist german, laureat al Premiului Nobel (1950), (n. 1902)
- 21 iunie: Herbert Brenon (n. Alexander Herbert Reginald Sf. John Brenon), 78 ani, regizor irlandez de film (n. 1880)
- 21 iunie: Robert Ghormley, 74 ani, ofițer american (n. 1883)
- 21 iunie: Mihail Roller, 50 ani, istoric comunist român (n. 1908)
- 30 iunie: Wallace Fox, 63 ani, regizor american de film (n. 1895)
- 4 iulie: Fernando de Fuentes (Fernando de Fuentes Carrau), 63 ani, regizor mexican de film (n. 1894)
- 22 august: Roger Martin du Gard, 77 ani, romancier și dramaturg francez, laureat al Premiului Nobel (n. 1881)
- 26 august: Prințesa Alexandra de Anhalt (n. Alexandra Therese Marie), 90 ani, prințesă de Schwarzburg (n. 1868)
- 1 septembrie: Aladár Szoboszlay, 33 ani, preot catolic român (n. 1925)
- 21 septembrie: Peter Whitehead, 43 ani, pilot britanic de Formula 1 (n. 1914)
- 4 octombrie: Ida Wüst, 73 ani, actriță germană (n. 1884)
- 9 octombrie: Pius al XII-lea (n. Maria Giuseppe Giovanni Eugenio Pacelli), 82 ani, papă al Romei (n. 1876)
- 11 octombrie: Johannes Becher (Johannes Robert Becher), 67 ani, politician german (n. 1891)
- 11 octombrie: Maurice de Vlaminck, 82 ani, pictor francez (n. 1876)
- 20 octombrie: Constantin Moisil, 81 ani, istoric și arheolog român (n. 1876)
- 26 octombrie: Gromoslav Mladenatz, 67 ani, economist român (n. 1891)
- 1 noiembrie: Józef Lipski, 64 ani, diplomat polonez (n. 1894)
- 27 noiembrie: William E. Scotten (William Everett Scotten), 54 ani, diplomat american (n. 1904)
- 8 decembrie: Nicolae Petrescu-Comnen, 77 ani, politician român (n. 1881)
- 13 decembrie: Marea Ducesă Maria Pavlovna a Rusiei, 68 ani (n. 1890)
- 21 decembrie: Lion Feuchtwanger (aka J. L. Wetcheek), 74 ani, scriitor german (n. 1884)

## Premii Nobel
- Fizică – Pavel Alekseyevich Cherenkov, Ilia Frank, Igor Yevgenyevich Tamm (URSS)
- Chimie – Frederick Sanger (Marea Britanie)
- Medicină – George Wells Beadle, Edward Lawrie Tatum, Joshua Lederberg (SUA)
- Literatură – Boris Leonidovich Pasternak (URSS)
- Pace – Georges Pire (Belgia)

## Medalia Fields
- Klaus Roth (Regatul Unit)
- René Thom (Franța)